# Кочо Караджов
Кочо Кочев Караджов е български стопански деец, съмишленик на Стоян Едрев.

## Биография
Роден е в с. Радювене, Ловешко на 26 април 1917 г. През 1934 г. за участие в ученическата стачка, като активен член на РМС, е изключен от Смесена гимназия „Цар Борис III” (Ловеч). Завършва средно образование през 1937 г. като частен ученик. Студент по специалност „Агроном“ в Загреб. Завършва през 1941 г. в Софийския университет. Работи като учител във Винарското училище, Плевен (1941). Агроном в кооперативно стопанство в с. Обнова, Плевенско (1942 – 1943).
През 1943 г. е уволнен от работа по ЗЗД и интерниран в с. Гиген и Свети Врач (1943 – 1944) като участник в Съпротивителното движение по време на Втората световна война. Участва във войната срещу Германия като помощник-командир на IX пехотна Плевенска дивизия от 13 септември до 3 ноември 1944 г. Военно звание подполковник.
Основател на първата машинотракторна станция в гр. Левски (1945). Началник на отдел „Земеделие“ при Околийския народен съвет, Ловеч (1945 – 1948) и Плевен (1948 – 1952). Основател и първи директор на Научноизследователския институт по фуражите в Плевен (1954 – 1962). Основател и директор на Комбината за птиче месо и яйца (1965 – 1991) в село (днес град) Славяново, Плевенско – най-голямото птицевъдно предприятие на Балканския полуостров, изнасяло продукция за Кувейт, Ирак, СССР, Гърция, Турция, Куба, Саудитска Арабия и Сирия.
Съветник в Общинския съвет в Плевен. Член на Окръжния комитет на БКП в Плевен. Член на Централния съвет на Българските професионални съюзи, на Централния съвет на Профсъюза на работниците от селското стопанство и хранителната промишленост, на Централния съвет на Националния аграрно-промишлен съюз.
Научен сътрудник, кандидат на икономическите науки. Член на научна група по икономика и организация на животновъдството и фуражното производство, старши научен сътрудник в Института по животновъдство, Стара Загора (1962 – 1964). Автор на 50 научни публикации и с принос в издаването на 7 специализирани издания.

## Награди
- Звание „Герой на социалистическия труд“ с Орден „Георги Димитров“ (указ № 515 от 27 април 1976, указ № 1010 от 28 март 1986)[1]
- „Орден на труда“ – бронзов (1957), сребърен (1959), златен (1966)
- Орден „9.IX.1944“ – III и I ст. (1967, 1977)
- Орден „НРБ“ I ст. (1980)
- Орден „За народна свобода 1941 – 1944“ II ст. (1980)
- Орден „Стара планина“ I ст. „за изключителни заслуги в развитието на птицевъдството в България“ (2002)
- Почетен гражданин на Плевен (2002)